# 工人社会主义运动 (阿根廷)

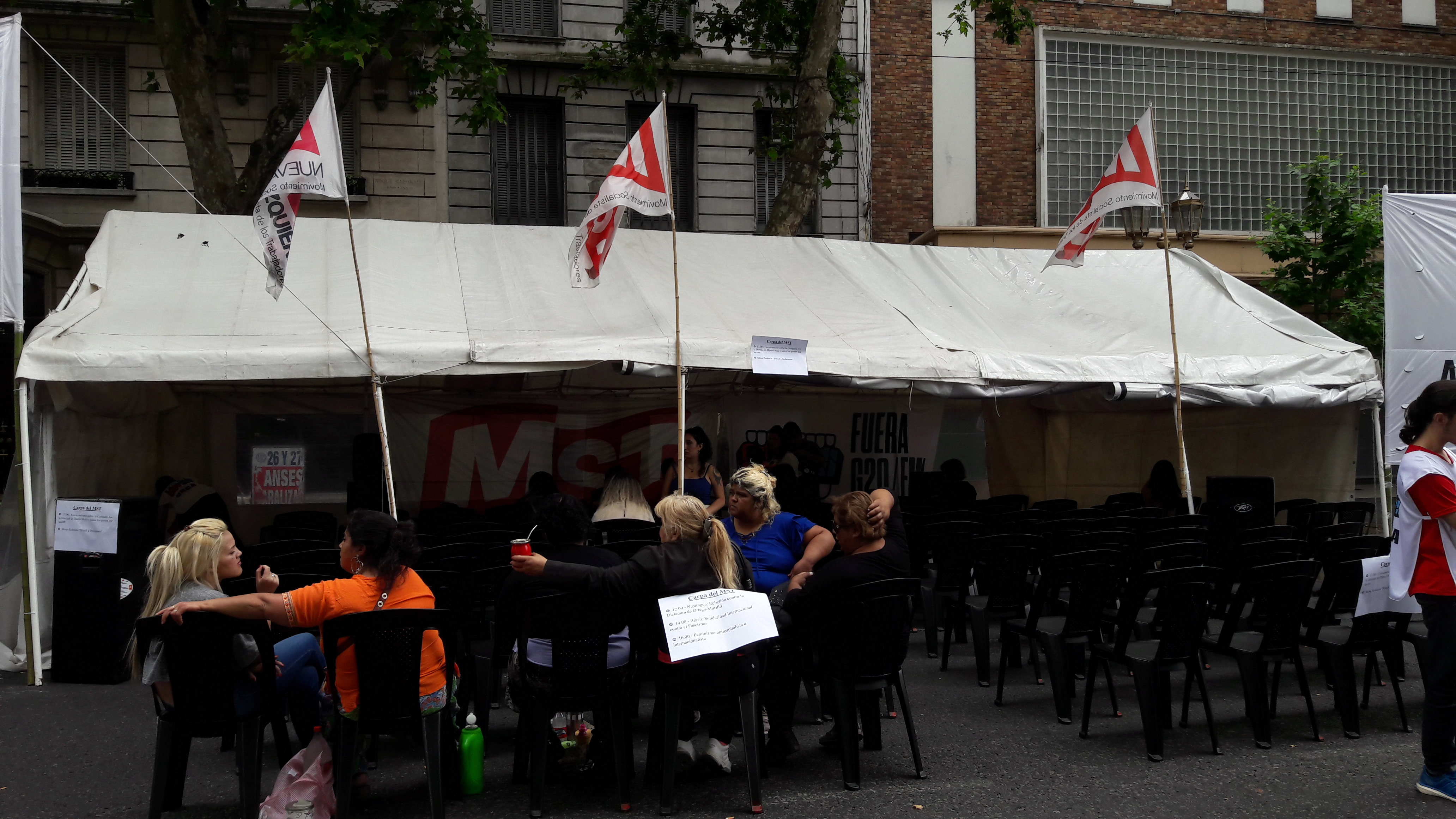
工人社会主义运动在全球行动周开展的活动

工人社会主义运动（西班牙語：Movimiento Socialista de los Trabajadores），简称工社运（MST），是阿根廷的一个托洛茨基主义政党。该党成立于1992年，分裂自争取社会主义运动。该党活跃在阿根廷的一些高等院校中，包括布宜诺斯艾利斯大学。2006年，该党内部发生一次严重危机，导致该党分裂，少数派退党另行组建社会主义左翼。2019年6月17日，该党加入工人左翼阵线—团结。该党是国际社会主义联盟的成员，曾是第四国际的常驻观察员。